# Histoire des conseils de prud'hommes en France
 (juillet 2008).
Si vous disposez d'ouvrages ou d'articles de référence ou si vous connaissez des sites web de qualité traitant du thème abordé ici, merci de compléter l'article en donnant les références utiles à sa vérifiabilité et en les liant à la section « Notes et références ».
Apparu au XIe siècle, le terme prud'homme (« homme de valeur, prudent, de bon conseil ») s'appliquait alors aux « défenseurs du métier ». Si un conflit surgissait entre artisans, il était tranché par leurs pairs : les prud'hommes. Le mot prud'homme provient de preux homme ou prode homme, preux et prode provenant de la même racine latine prode dérivée du verbe latin prodesse : être utile.

## Historique
C'est sous le règne de Philippe le Bel que furent constitués les premiers conseils de prud'hommes. En l'an 1296, le Parlement de Paris créa vingt-quatre prud'hommes et les chargea d'assister le prévôt des marchands et les échevins afin de juger, en dernier ressort, les contestations qui pourraient s'élever entre les marchands et les fabricants qui fréquentaient les foires et les marchés établis à cette époque ; ils allaient, de plus, faire la visite chez les maîtres et peuvent être regardés, par-là, comme l'origine des gardes et jurés établis postérieurement dans chaque communauté d'arts et métiers. Pendant près de deux siècles, la ville de Paris posséda seule des prud'hommes.
Dans plusieurs villes maritimes, notamment à Marseille, il existe un conseil de prud'hommes dont l'origine paraît fort ancienne. Ce sont des prud'hommes pêcheurs qui jugent les contraventions en matière de pêche maritime et les différends entre marins à l'occasion de leur profession de pêcheurs. Cette catégorie de prud'hommes remonterait, croit-on, à l'époque du roi René, comte de Provence (1462). Des arrêts différents de mai 1758, novembre 1776, octobre 1778 et mars 1786 ont réglementé sans beaucoup la modifier cette institution qui traversa sans à-coups la Révolution de 1789, pour arriver telle quelle jusqu'à nos jours.

Telle était l'organisation des prud'hommes vers le XVe siècle.
C'est le 18 mars 1806 qu'une loi créant un conseil de prud'hommes à Lyon est promulguée par Napoléon Ier puis complétée par un décret le 3 juillet de la même année. Des tribunaux favorisant la conciliation entre les fabricants de soie et les ouvriers lyonnais (canuts) existaient déjà et servirent d'exemple. À Paris, un conseil de prud'hommes pour les industries métallurgiques est créé en 1845, puis en 1847 des conseils de prud'hommes pour les tissus, pour les produits chimiques et pour les industries diverses.
La République remanie la législation des prud'hommes par une loi du 27 mai 1848, qui confère à l'institution un élément fort de sa forme actuelle avec l'apparition du paritarisme ("employeurs" et "salariés" rendant ensemble les décisions). La loi de 1848 déclarait électeurs pour les conseils de prud'hommes tous les patrons, chefs d'atelier, contremaîtres, ouvriers et compagnons âgés de 21 ans et résidant depuis six mois au moins dans la circonscription du conseil de prud'hommes. Elle déclarait les mêmes éligibles, s'ils savaient lire et écrire et s'ils étaient domiciliés depuis un an au moins dans la circonscription du conseil.
Elle rangeait dans la classe des patrons les contremaîtres, les chefs d'atelier et tous ceux qui payaient patente depuis plus d'un an et occupaient un ou plusieurs ouvriers. La présidence donnait voix prépondérante : mais elle durait 3 mois et était attribuée alternativement à un patron et à un ouvrier, élus chacun par leurs collègues respectifs. Les audiences de conciliation devaient être tenues par deux membres : l'un patron, l'autre ouvrier ; quatre prud'hommes patrons et quatre prud'hommes ouvriers devaient composer le bureau général ou de jugement.
La loi spécifiait que le nombre des prud'hommes ouvriers serait toujours égal à celui des prud'hommes patrons et disposait que chaque conseil aurait au moins 6 membres et 26 au plus. 
Il était procédé à deux élections : dans la première, ouvriers et patrons nommaient un nombre de candidats triple de celui auquel ils avaient droit ; dans la seconde, qui était définitive, les ouvriers choisissaient, parmi les candidats patrons, les prud'hommes patrons, et les patrons choisissaient à leur tour les prud'hommes ouvriers sur la liste des candidats ouvriers.
Ainsi, au cours du XIXe siècle, les conseils de prud'hommes s'ancrent dans le paysage judiciaire et social de la France. Leur nombre augmente – celui de Paris étant créé en 1844-1847 – pour dépasser les quatre-vingts au milieu du siècle. La procédure préalable de conciliation aboutit (à cette époque) dans 90 % des cas et les jugements s'efforcent de développer des jurisprudences sur la base des usages locaux. De ce fait, les prud'hommes suscitent l'intérêt du mouvement ouvrier : en 1848, tous les ouvriers deviennent électeurs et éligibles et, en 1880, le président et le vice-président sont élus selon le système de la parité. Une loi de 1905 supprime la voix prépondérante du président et transfère les appels des tribunaux de commerce aux tribunaux civils. Pendant leur deuxième siècle d'existence, les conseils de prud'hommes ont été étendus à de nouvelles professions, ouverts aux femmes (1907-1908) et aux étrangers ; ils sont devenus des éléments de la démocratie sociale.
En 1907, une loi est votée et met en place une véritable juridiction sociale, reconnue compétente en matière de contentieux individuels du travail.
Sous le gouvernement Barre, une réforme mise en œuvre en 1979, la Loi Boulin, généralise l'institution : tant sur le plan géographique, que dans la couverture des branches d'activités ; une ultime mesure législative (Loi n° 82-372 du 6 mai 1982, ministre du travail : Jean Auroux) interviendra trois ans plus tard, sous le gouvernement Mauroy, pour réduire ces mandats électoraux à cinq ans.
Sous le gouvernement Valls, une ordonnance est prise en 2016 (Ordonnance n° 2016-388 du 31 mars 2016 relative à la désignation des conseillers prud'hommes) qui supprime les élections qui permettaient jusque-là de choisir les représentants salariés et patronaux et de mesurer la représentativité des différentes organisations. La désignation des conseillers prud'hommes est désormais confiée à des organisations qui tirent leur légitimité d'un processus de reconnaissance par l'État et non plus du scrutin.
Il en existe aujourd'hui 271.